# Beliáyevo (Metro)
Beliáyevo (en ruso: Беля́ево) es una estación del Metro de Moscú. La estación se encuentra en la línea Kaluzhsko-Rízhskaya, entre las estaciones de Kalúzhskaya y  Koñkóvo.

## Historia
La estación fue inaugurada el 12 de agosto de 1974 como parte de la extensión por el sureste del radio de Kaluzhky. Entre 1974 y 1987 la estación constituía el final de línea.

## Diseño

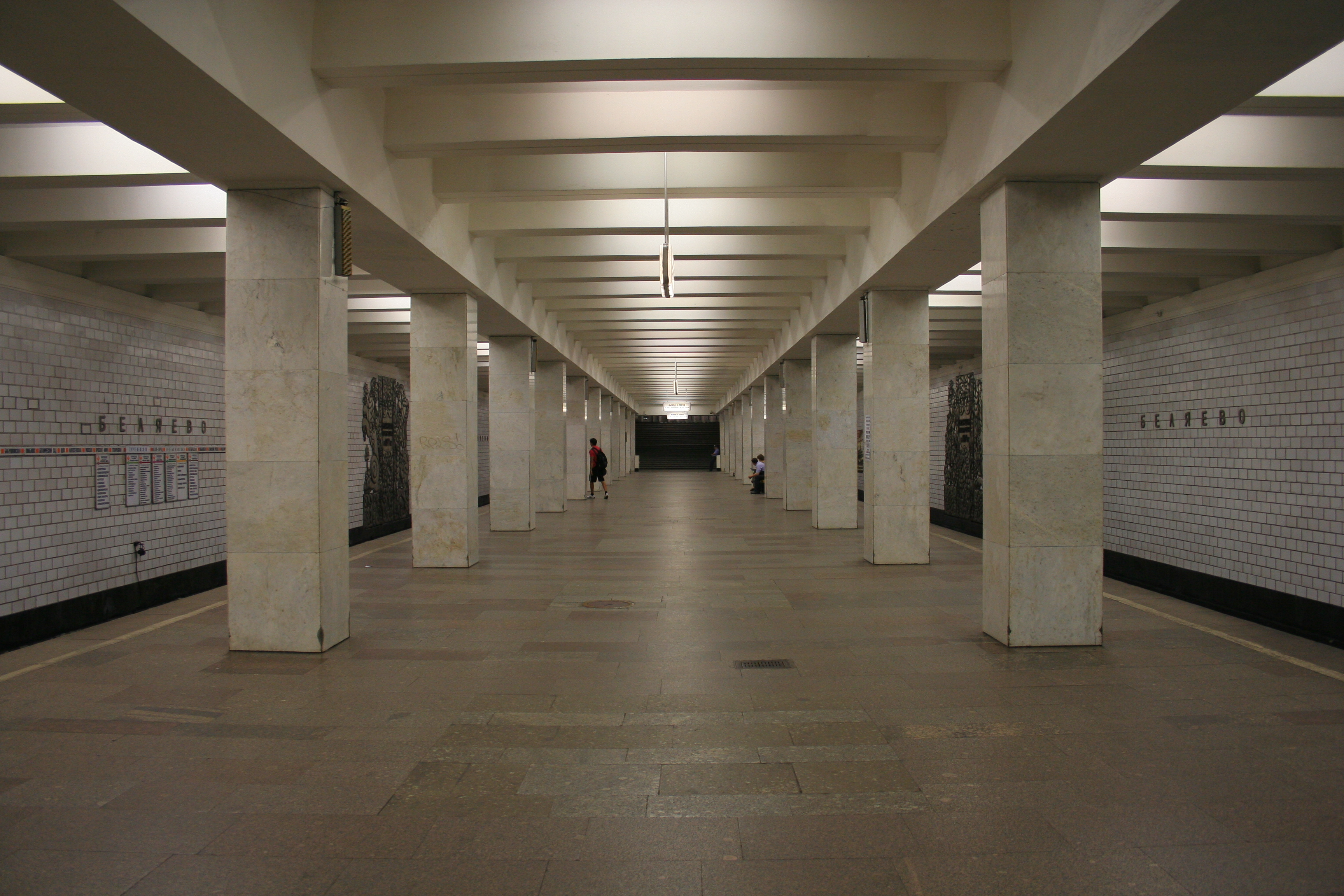
Pasillo central de la estación

Diseñada por V. Polikarpova, V. Klokov y L. Popov, la estación se construyó con una variación de los tres pasillos con columnas que presenta columnas de mármol blanco y paredes de azulejos decorados con paneles en los que aparecen diferentes cuentos rusos, obra de los artistas J. Bodniek y Kh. Rysin. El suelo es de granito gris.

## Accesos
La estación tiene dos vestíbulos subterráneos, ambos conectados a pasos subterráneos por debajo de la calle Profsoyúznaya en su intersección con la calle Miklukho-Maklay, en la plaza de Martin Luther King.

## Conexiones
Esta estación no dispone de conexión con ninguna otra línea.